# Триумвират Ярославичей
Триумвират Ярославичей — система управления Киевской Русью в 1054—1073 годах, когда южнорусскими землями, не вступая в борьбу между собой, правили три старших сына Ярослава Мудрого: Изяслав, Святослав и Всеволод. За все же остальные земли они вели относительно успешную борьбу с боковыми линиями династии Рюриковичей.

## История
Незадолго до своей смерти князь Ярослав Мудрый подготовил завещание, в котором распределил свои владения между сыновьями. Трое старших сыновей получили главные русские земли. Изяслав — Киев и Новгород, Святослав — Чернигов и муромские и рязанские земли, Всеволод — Переяславль и Ростов. Младшие сыновья Вячеслав и Игорь получили Смоленск и Владимир Волынский. Также Ярослав дал своим сыновьям ряд наставлений, перечисленных в Повести временных лет. По версии ряда историков (С. М. Соловьева, М. П. Погодина, В. О. Ключевского и др.), наставления князя были выдуманы летописцем. По предположению С. Э. Цветкова, летописец, излагая завещание Ярослава Мудрого, опирался не на письменный документ, а на устное предание, бытовавшее во второй половине XI в. среди Ярославичей. Согласно летописи, завещание Ярослава выглядело следующим образом:
«В лето 6562 (1054). Преставися великый князь русьскый Ярослав. И еще бо живущю ему, наряди сыны своя, рек им: «Се аз отхожу света сего, сынове мои; имейте в собе любовь, понеже
вы есте братья единого отца и матере'. Да аще будете в любви межю собою, Бог будеть в вас [с вами], и покорить вы противныя [ваших недругов] под вы, и будете мирно живуще. Аще ли будете ненавидно живуще, в распрях и которающеся [ссорясь между собой], то погыбнете сами и погубите землю отец своих и дед своих, иже налезоша [которые приобрели ее] трудом своим великым; но пребывайте мирно, послушающе брат брата. Се же поручаю в собе место стол старейшему сыну моему и брату вашему Изяславу Кыев; сего послушайте, якоже послушаете мене, да той вы будеть [да будет он вам] в мене место; а Святославу даю Чернигов, а Всеволоду Переяславль, а Игорюб Володимерь [Волынский], а Вячеславу Смолинеск». И тако раздели им грады, заповедав им не преступати предела братия, ни сгонити, рек Изяславу: «Аще кто хощеть обидети брата своего, то ты помагай, [если] его же обидять».
Таким образом, в завещании не фигурировали младший брат Ярослава Судислав, сидевший с 1036 года в порубе (тюрьме без дверей, выстроенной вокруг заключённого), а также старший внук Ярослава Ростислав Владимирович. Однако в историографии есть предположение, что Ростиславу были выделены волости, но по каким-то причинам это не было упомянуто в завещании. В завещании не фигурировал и полоцкий князь Всеслав Брячиславич, самый старший правнук Владимира Святославича, беспрепятственно унаследовавший Полоцк после смерти своего отца, племянника Ярослава Мудрого, в 1044 году.
Перечисленные в завещании владения не передавались по наследству, поэтому сложилась система, при которой младший брат наследовал старшему в княжеском роде — так называемое лествичное право. Старший в роде (не по возрасту, а по линии родства), получал Киев и становился великим князем, все остальные земли делились между членами рода и распределялись по старшинству. Власть переходила от брата к брату, от дяди — к племяннику. Второе место в иерархии столов занимал Чернигов. При смерти одного из членов рода, все младшие по отношению к нему Рюриковичи переезжали в земли, соответствующие их старшинству. При появлении новых членов рода им определялся удел — город с землёй (волость). Определённый князь имел право княжить только в том городе, где княжил его отец, в обратном случае он считался изгоем. Лествичная система регулярно вызывала усобицы между князьями.

### Сущность
Бо́льшая часть княжения Изяслава характеризуется равным участием в государственном управлении великого князя, Святослава и Всеволода. Братья вместе владели ядром Киевской Руси на среднем Днепре, совместно распределяли другие владения, вместе предприняли пересмотр «Русской правды» (приняв так называемую «Правду Ярославичей»), а также учредили отдельные митрополии в своих княжествах. Историки называют эту систему «триумвиратом Ярославичей». Профессор А. Е. Пресняков так характеризует политику трёх Ярославичей:
«Мы видим такую же борьбу за соединение всех волостей в руках киевского правительства, какую наблюдали и в X в., и в первой половине XI в., с той только разницей, что роль „собирателя“ земель играет не один князь, а союз трёх Ярославичей, и перевес силы на их стороне столь значителен, что возможны иные, менее напряжённые методы борьбы… Правда, политика старших Ярославичей часто нарушала отчинные права младших князей, нарушала систематически и настойчиво… Этим она вызвала много смут. „Сироты, — скажем мы словами М. С. Грушевского, — отчины которых забрали старшие Ярославичи во время их малолетства, ничего им не оставив, вырастали один за другим и шли добиваться своего добра“… Долгое владычество старших Ярославичей создало, как мы видели, представление, что они трое — единственные преемники отца».

### Первые годы правления
В 1055 году Всеволод провёл удачный поход против торков к Воиню. В год смерти Ярослава Мудрого Русь впервые столкнулась с половцами хана Болуша. Первая встреча обошлась без сражения: Всеволод заключил мир, и половцы ушли. В 1057 году Русью была оказана Византии военная помощь в Армении против турок-сельджуков. В 1058 году Изяслав завоевал земли балтского племени голядь в бассейне реки Протва. Также состоялся поход на торков в 1060 году троих старших Ярославичей при участии Всеслава Полоцкого. И уже в следующем году половцы хана Искала вторглись на Русь, 2 февраля разбили Всеволода и опустошили переяславскую землю.
В 1057 году после смерти в Смоленске Вячеслава Ярославича Игорь Ярославич был выведен старшими братьями с Волыни в Смоленск, а после его смерти там в 1060 году доходы от смоленской волости были разделены старшими Ярославичами на три части. Сыновья Игоря и Вячеслава не получили уделов. Судислав Владимирович был высажен Ярославичами из поруба в 1059 году, они взяли с него присягу и постригли в монахи, умер он в 1063 году. Старший из внуков Ярослава Ростислав Владимирович был посажен в 1057 году на Волыни, но в 1064 году бежал в Тмутаракань, откуда дважды изгонял старшего Святославича Глеба, не оставив своих попыток овладеть княжеством и после вмешательства Святослава Черниговского. В 1066 году Ростислав был отравлен греками, его сыновья уделов также не получили.

### Конфликт с Всеславом Брячиславичем
В 1067 году старшие Ярославичи, в ответ на разорение Всеславом Полоцким Пскова (1065) и Новгорода (1066), вторглись в Полоцкое княжество, взяли и разрушили Менеск (Минск), а затем разбили подошедшего на помощь Всеслава в битве на Немиге, пленили его, отвезли в Киев и посадили в поруб. В Полоцке князем стал Мстислав Изяславич. Битва на Немиге считается одной из самых кровавых междоусобных битв в истории Древней Руси. 1067 год является также годом первого упоминания Минска в летописях.

### Восстание в Киеве
В 1068 году Изяслав вместе с братьями потерпел поражение на реке Альте от половцев. Изяслав и Всеволод бежали в Киев. Изяслав отказался выдать киевлянам оружие и коней для продолжения борьбы с половцами и был свергнут начавшимся в Киеве народным восстанием. Руководители восставших освободили из поруба Всеслава Брячиславича и возвели его на киевский престол. Изяслав бежал в Польшу, к своему двоюродному брату и племяннику своей жены Болеславу II.
Бежавший после Альты в Чернигов Святослав собрал местные силы и 1 ноября под Сновском с 3-тысячным войском смог нанести поражение 12-тысячному половецкому войску и, по данным «Новгородской первой летописи старшего извода», даже взять хана Шарукана в плен. Во всяком случае, первое масштабное половецкое вторжение на Русь сошло на нет.
Изяслав двинулся на Русь с польскими войсками, и Всеслав бежал от Белгорода в Полоцк. Киевляне, оказавшись наедине с приближающимися поляками, призвали к себе Святослава и Всеволода, которые впервые в этом эпизоде действовали отдельно от Изяслава и против его. Они взяли с него обещание пощадить киевлян (которое, однако, сдержано не было: приехавший прежде отца Мстислав Изяславич казнил 70 человек, не считая ослеплённых), Святослав успел посадить в Новгороде своего старшего сына Глеба.

### Дальнейшие события
Вернувшийся на киевский престол Изяслав захватил Полоцк, посадив там сначала сына Мстислава, а после его смерти (1069) Святополка. В 1071 году Всеслав выгнал из Полоцка Святополка, и хотя был разбит Ярополком Изяславичем у Голотическа, удержал за собой Полоцк. Об условиях мира сведений не сохранилось, но при последовавшем в 1073 году распаде триумвирата Святослав и Всеволод обвиняли Изяслава в заговоре с Всеславом против них. Возможно, Изяслав, потеряв Полоцк, планировал увеличить свои владения на других направлениях.
Изяслав был изгнан в Польшу, Киев с западными областями перешёл Святославу, Чернигов — Всеволоду. Однако уже в 1076 году умер Святослав, и Изяслав вернул свои владения, Всеволод остался в Чернигове, но в борьбу за свои права включились сыновья Святослава, и в 1078 году в битве на Нежатиной Ниве погиб Изяслав (и Борис Вячеславич). Всеволод вернулся в Киев, оставив за собой Чернигов и Переяславль, но на Волыни остался княжить сын Изяслава Ярополк. В свою очередь Ярополк был отравлен сыновьями Ростислава Владимировича, которым удалось утвердиться в Перемышле и Теребовле и тем самым выделить их из волынской волости (1086). На Волыни сел Давыд Игоревич, в Турове сел Святополк Изяславич, а в Новгороде его сменил 12-летний сын Владимира Всеволодовича Мстислав (1088). Таким образом при жизни Всеволода только потомкам Святослава Ярославича не удалось добиться уделов.
В 1094—1097 годах Святополку Изяславичу и Владимиру Всеволодовичу, попытавшимся повторить политику их отцов, не удалось удержать Чернигов, но они добились, возможно, исключения Ольговичей из наследников Киева. Война также не прошла без жертв среди Рюриковичей: погиб один из старших Владимировичей Изяслав (1096).